# Archidactylina myxinicola
Archidactylina myxinicola is een eenoogkreeftjessoort uit de familie van de Archidactylinidae. De wetenschappelijke naam van de soort is voor het eerst geldig gepubliceerd in 1996 door Izawa.